# Каменнополь (Львовская область)

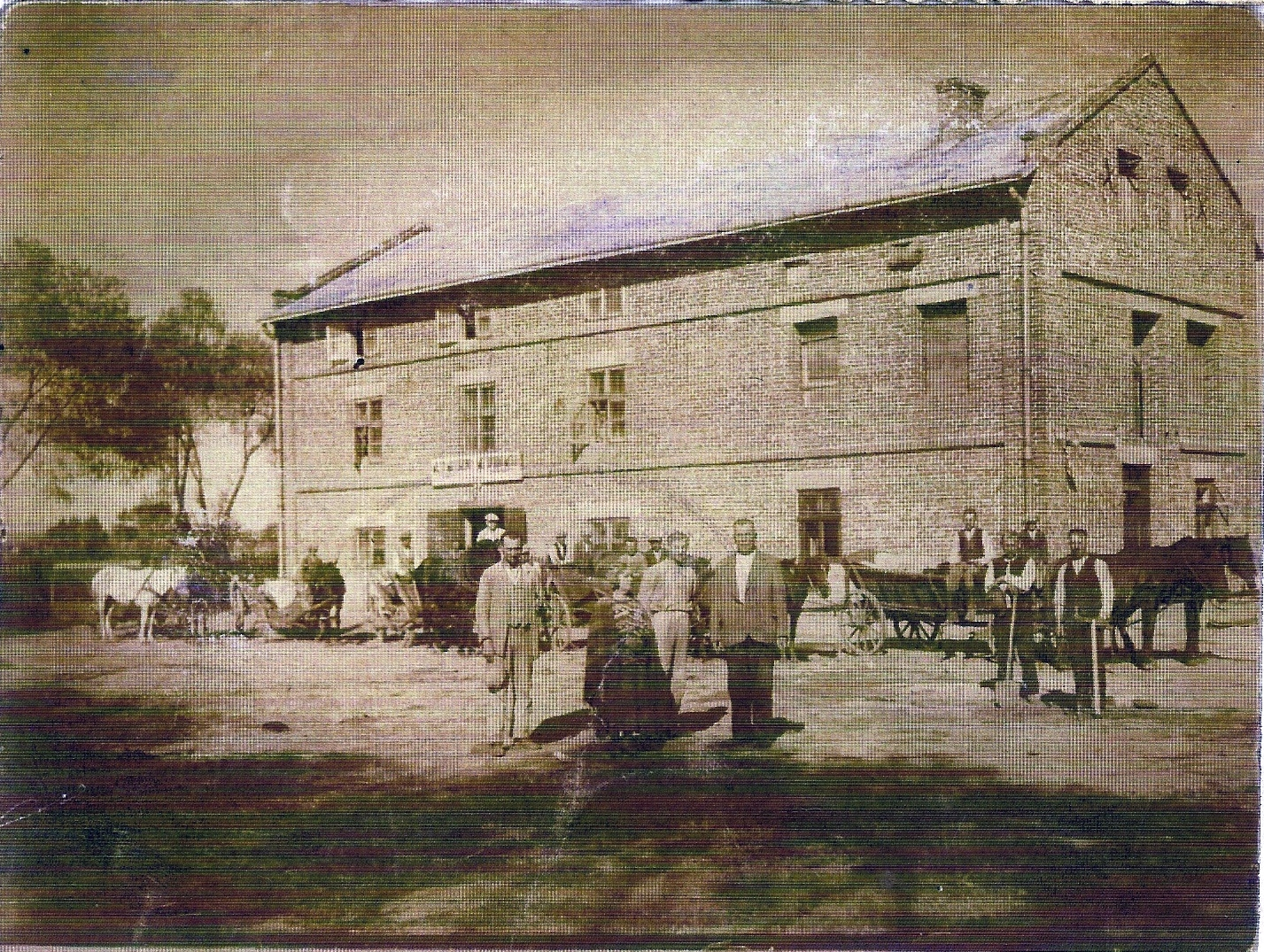
Мельница с. Каменнополь на архивном фото

Каменнополь (укр. Кам'янопіль) — село в Мурованской сельской общине Львовского района Львовской области Украины.
Население по переписи 2001 года составляло 312 человек. Занимает площадь 0,637 км². Почтовый индекс — 81122. Телефонный код — 3230.